# Guards Division
Die Guards Division (deutsch Gardedivision) war ein administrativer Verband des Britischen Heers, der von 1968 an fünf Regimenter Fußgarde und ein Reservebataillon verwaltete. In dessen Verantwortungsbereich fiel auch die Abstellung von drei Kompanien und zwei Bataillonen für den „öffentlichen Dienst“. Obwohl die Garde insbesondere mit dem zeremoniellen Auftritt als Leibwache assoziiert wird, sind alle Bataillone auch reguläre Infanterie. Die Guards Division ging 2022 in der Guards and Parachute Division auf.

## Geschichte
1968 wurde die seit 1856 bestehende Gardebrigade, die ebenfalls als administrativer Verband für die Gardeinfanterieregimenter verantwortlich war, bzw. das mit ihr verknüpfte Infanteriedepot „A“ zur Guards Division umgewidmet. Standort der Hauptquartiere waren die Wellington Barracks (Wellington-Kaserne) in London.
Am 30. September 2022 ging die Guards Division im Rahmen einer Heeresreorganisation zusammen mit dem bis dahin administrativ eigenständigem Fallschirmjägerregiment in der Guards and Parachute Division (Garde- und Fallschirmdivision) auf.

## Organisation
Die Guards Division unterstand dem London District, dem für alle Heerestruppen im Großraum London zuständigen Kommando, das auch zeremonielle Aufgaben (Public Duties and State Ceremonial) organisiert. Der Guards Division unterstanden die Stammeinheiten der Gardeinfanterie (5 Regimenter mit in Summe 5 Bataillonen und 3 Kompanien) und eine Reserveeinheit (1 Bataillon).
- 1. Bataillon Grenadier Guards (Grenadiergarde)
- 1. Bataillon Coldstream Guards
- 1. Bataillon Scots Guards (Schottische Garde)
- 1. Bataillon Irish Guards (Irische Garde)
- 1. Bataillon Welsh Guards (Walisische Garde)
- 1. Bataillon London Guards
  - Ypres Company, (Grenadier Guards)
  - No 17 Company, (Coldstream Guards)
  - G (Messines) Company, (Scots Guards)
  - No 15 (Loos) Company, (Irish Guards)
- Inkrementelle Kompanien
  - Nijmegen-Kompanie (2. Bataillon Grenadiergarde)
  - 7. Kompanie (2. Bataillon Coldstream-Garde)
  - F-Kompanie (2. Bataillon Schottische Garde)

Die London Guards sind eine Reservisteneinheit ohne Regimentsstatus; die Kompanien sind jeweils einem der anderen Bataillone zugeordnet. Die inkrementellen Kompanien versehen ausschließlich zeremoniellen Dienst und sind sowohl Stellvertreter ihrer ansonsten deaktivierten Bataillone als auch Grundstock für deren jederzeit mögliche Reaktivierung. Obwohl mit ihren Regimentern verbunden, werden sie als unabhängige Kompanien geführt.
Nicht unterstellt waren zwei Teileinheiten anderer Truppen, aber weil sie mit Soldaten der Fußgarden und der Garde-Kavallerie gebildet sind, herrschte besondere Verbundenheit mit:
- 6. (Garde-)Fallschirmzug in 3 PARA (3. Bataillon Fallschirmregiment)[2][3]
- G Squadron, 22nd Special Air Service Regiment[4]

### Operative Unterstellung
- Field Army
  - Strike Experimentation Group bzw. 2nd Strike Brigade
    - Scots Guards, (mechanisierte Infanterie)

  - 11th Infantry Brigade
    - Coldstream Guards, (leichte Infanterie)
    - Irish Guards, (leichte Infanterie)
    - London Regiment, (leichte Infanterie), Verstärkung für Coldstream Guards & Irish Guards
- Home Command
  - London District
    - Grenadier Guards, (leichte Infanterie)
    - Welsh Guards, (mechanisierte Infanterie)
    - Nijmegen Company, (Leibwache)
    - No 7 Company, (Leibwache)
    - F Company, (Leibwache)

## Unterschied zur Household Division
Die Fußgarderegimenter sind der infanteristische Teil der Household Division, deren kavalleristischer Teil die Household Cavalry bildet. Die Household Division ist auch ein administrativer Verband, dessen Kommandeur in Personalunion den London District befehligt.

## Nachweise
1. ↑  https://rmhistorical.com/files/content/Infantry%20Reductions%20%26%20Reorganization.pdf
2. ↑  The Parachute Regiment. In: www.facebook.com. Abgerufen am 25. Juli 2020 (englisch).
3. ↑  Guards Parachute Platoon, 3 PARA | ParaData. In: www.paradata.org.uk. Archiviert vom Original am 25. Juli 2020; abgerufen am 25. Juli 2020 (englisch).  Info: Der Archivlink wurde automatisch eingesetzt und noch nicht geprüft. Bitte prüfe Original- und Archivlink gemäß Anleitung und entferne dann diesen Hinweis.
4. ↑  22nd Special Air Service Regiment: Service. In: web.archive.org. 24. Oktober 2007, archiviert vom Original am 24. Oktober 2007; abgerufen am 25. Juli 2020 (englisch).  Info: Der Archivlink wurde automatisch eingesetzt und noch nicht geprüft. Bitte prüfe Original- und Archivlink gemäß Anleitung und entferne dann diesen Hinweis.